# St-Hilaire (Melle)

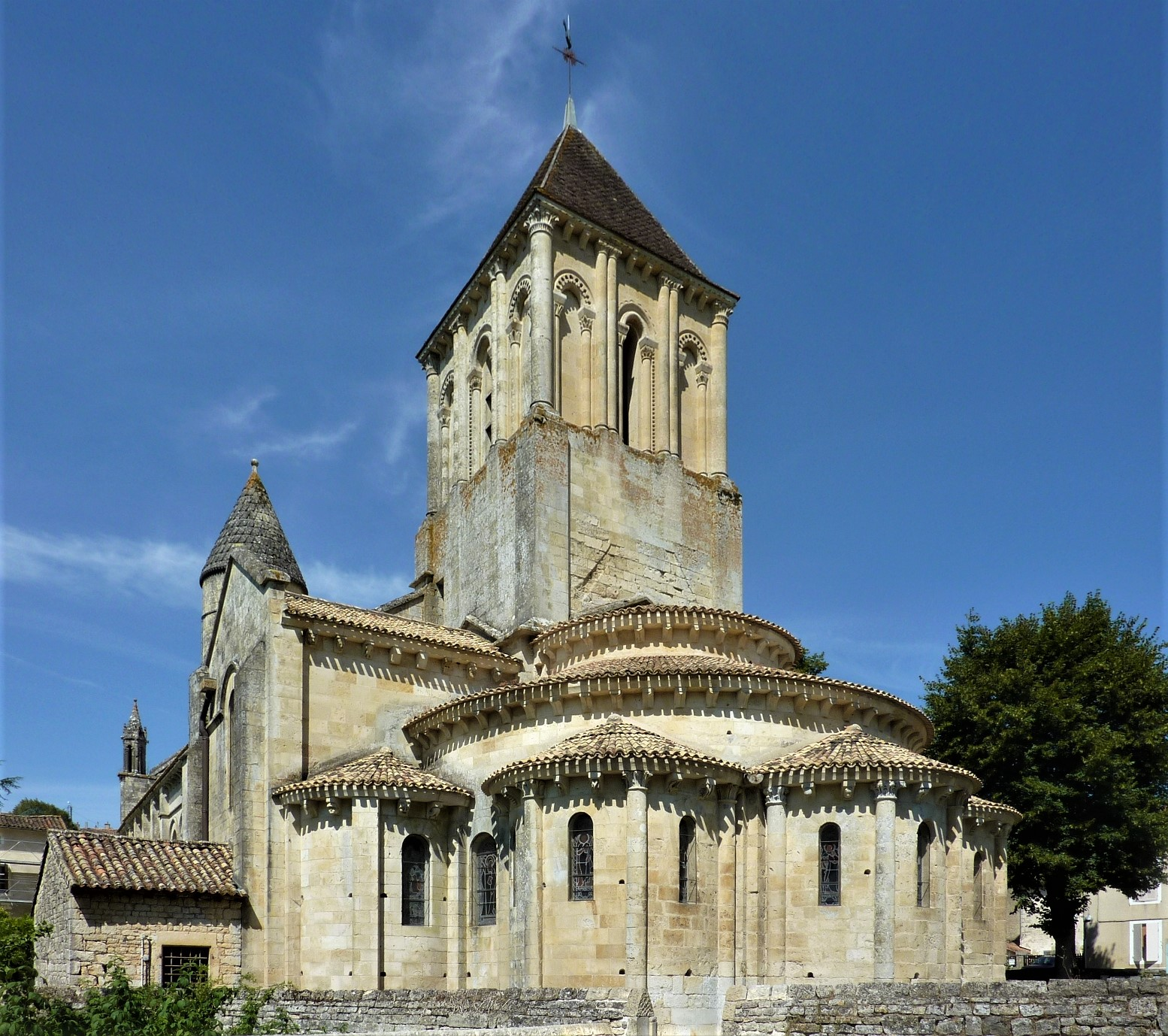
Ehemalige Prioratskirche Saint-Hilaire in Melle (Deux-Sèvres)

Die Kirche St-Hilaire ist eine römisch-katholische Kirche in Melle in der Region Nouvelle-Aquitaine in Frankreich. Die ehemalige Prioratskirche ist dem um 315 in Poitiers geborenen Hilarius von Poitiers gewidmet. Im Mittelalter bildete die Kirche die wichtigste Pilgerstation der Stadt. Bereits im Jahre 1914 wurde das Bauwerk als Monument historique ausgezeichnet, 1998 als Teil des Weltkulturerbes der UNESCO („Jakobsweg in Frankreich“).

## Geschichte

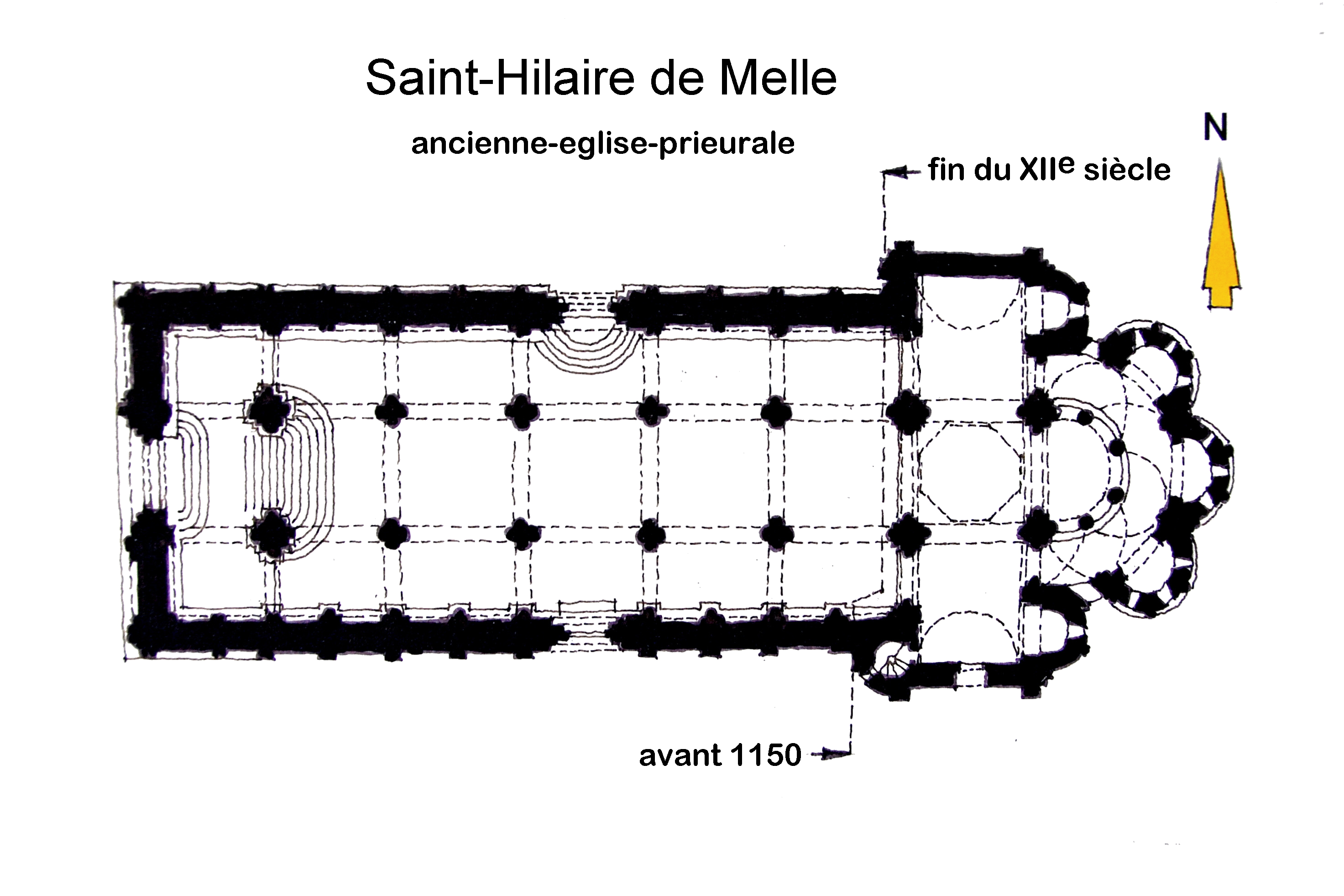
Grundriss, Handskizze

Das im 11. Jahrhundert gegründete Benediktiner-Priorat von Melle gehörte zur etwa 50 km entfernten Abtei Saint-Jean-d’Angély. Wie das Mutterkloster lag Melle unmittelbar am sich immer stärker entwickelnden Pilgerweg nach Santiago de Compostela (Via Turonensis), so dass die Pilgergaben reichlich flossen. Man muss annehmen, dass die heutige Kirche aus zwei Bauperioden stammt: Chor und Querhaus sind wahrscheinlich im 2. Viertel des 12. Jahrhunderts entstanden, das Kirchenschiff dürfte gegen Ende des 12. Jahrhunderts errichtet worden sein und hat wohl einen kleineren Vorgängerbau ersetzt.
Die Kirche blieb während des Hundertjährigen Krieges zwischen England und Frankreich, während der Hugenottenkriege und auch während der Revolutionszeit weitgehend unbeschädigt.

## Architektur
Durch die Tonnengewölbe sind Mittelschiff und Seitenschiffe optisch stärker voneinander getrennt als bei anderen Hallenkirchen.

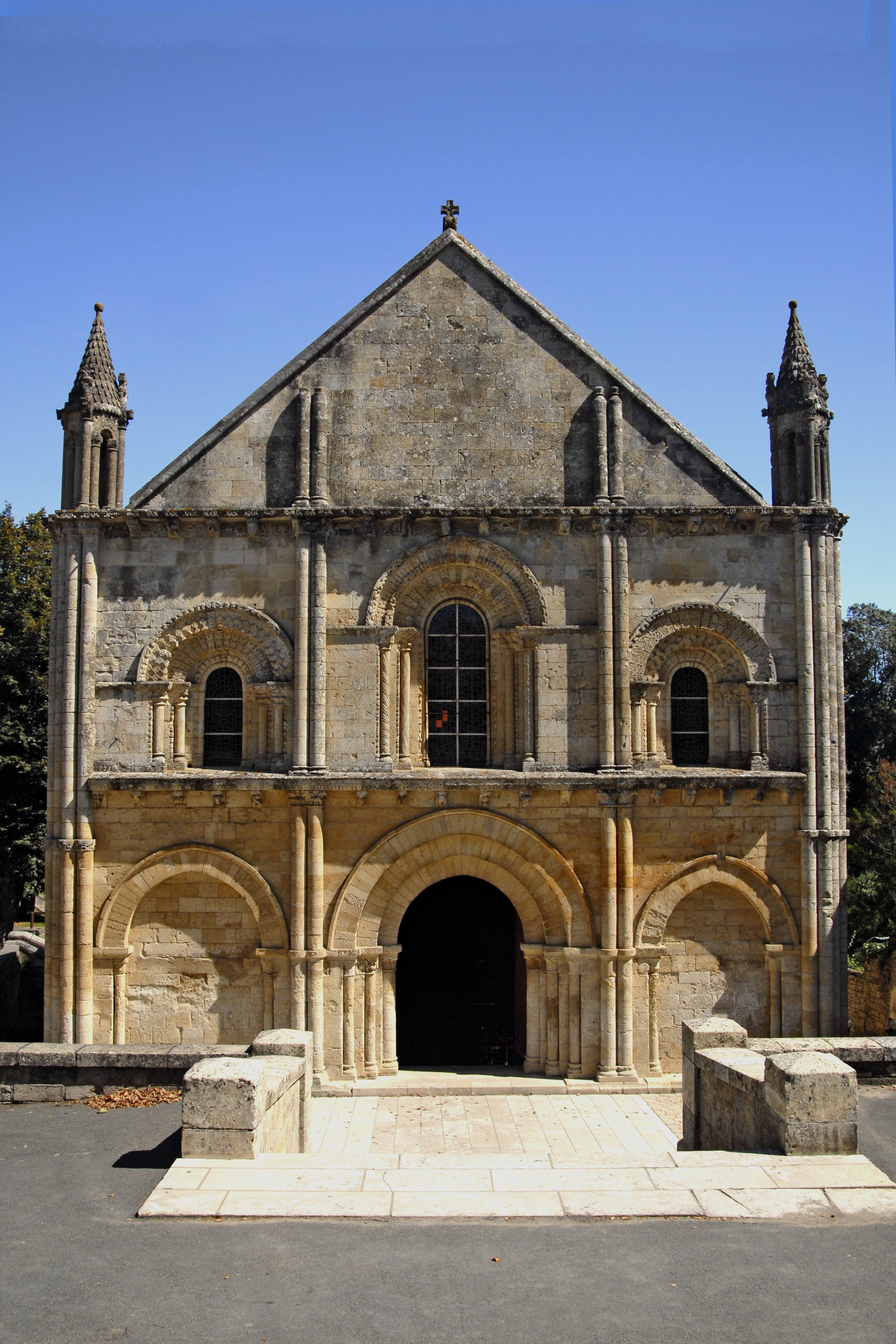
Westfassade

### Westfassade
Die, durch vertikale Doppeldienste und horizontale Gesimse klar gegliederte, Fassade verschwindet beinahe in einer Senke; sie weist das typische Schema der poitevinischen Bauschule auf: Im unteren Teil befinden sich drei Portale ohne Tympanon, wovon die beiden seitlichen nur als Scheinportale ausgebildet sind. Im Geschoss darüber folgt die Wiederholung dieser Dreiteilung mit drei Fensteröffnungen, von denen die beiden seitlichen nicht exakt in der Mitte ihres Feldes stehen, sondern etwas näher zur Mitte gerückt sind. Die mittleren Bögen sind jeweils etwas höher als die seitlichen, so dass sich ein doppeltes Triumphbogenschema ergibt.
Bei St-Hilaire ist der mittlere Teil der Fassade offensichtlich reicher ausgestaltet als der untere, der durch die versenkte Lage der Kirche nicht so dominant wie üblich in Erscheinung tritt. Die Fenster mit je zwei eingestellten Säulen mit reichen Kapitellen sind ausstaffiert wie Portale; die vorspringenden Mauerecken dazwischen sind ebenfalls dekoriert. In das schmucklose dreieckige Giebelfeld hinein setzen sich doppelte Dienste fort, die nirgends ein Kapitell aufweisen. Zu beiden Seiten des Giebeldreiecks stehen zwei kleine Türmchen mit Spitzhelm.
Die Westfassade ist jedoch nicht die Hauptschauseite, denn diese liegt im schattigen Norden, und zwar – sicher aufgrund der ungewöhnlichen Lage der Kirche – in der Senke am Rande eines kleinen Flussarmes.

### Nordportal

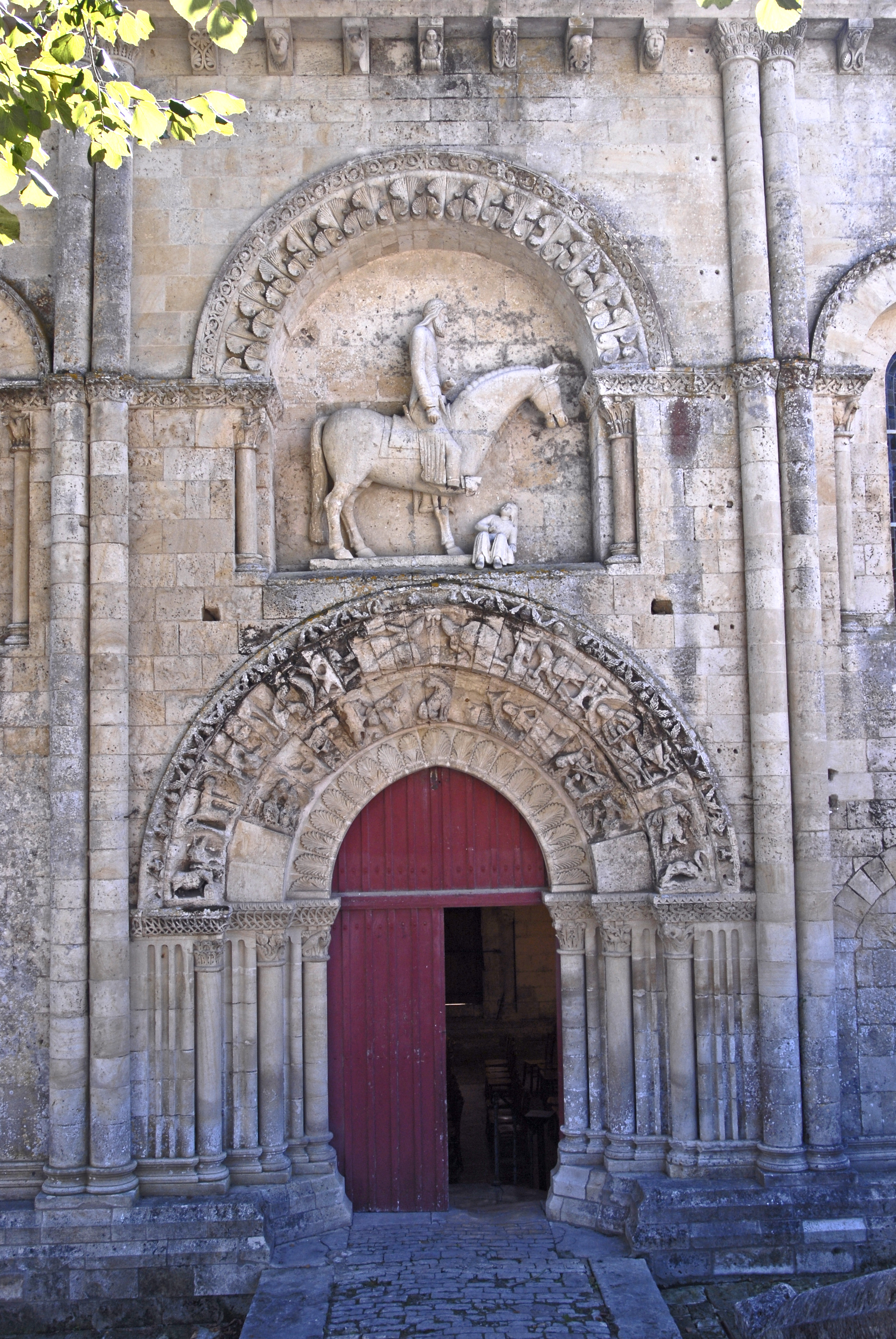
Nordportal

Die Nordseite ist die eigentliche Begrüßungsseite mit einem majestätischen Portal. Auch die Fenster der Langhauswand sind ähnlich sorgfältig gestaltet und durch aufsteigende Dienstbündel getrennt, wie das sonst nur in Innenräumen der Fall ist. Die begleitenden Säulen der Fenster tragen Kämpferblöcke, die sich als Wirtel über die Dienstbündel weiterziehen. Das abschließende Dachgesims ruht auf Konsolen, die als Köpfe geformt sind – also insgesamt eine aufwändige, plastisch durchstrukturierte Schauseite, die auf einen starken Pilgerverkehr mit entsprechendem Spendeneinkommen für die Abtei im Mittelalter schließen lässt.
Die Eingangszone ist in drei mächtigen Stufen gegliedert, reicher Skulpturenschmuck und nicht nur Ornamente schmücken den Eingang, drei eingestellte Säulen mit kannelierten Zwischenflächen bilden das Gewände. Der innere Bogen mit seinen stilisierten Akanthusblättern ist zwar rekonstruiert, aber die zum Teil sich vollplastisch vom Grund lösenden Reliefs der beiden äußeren Archivolten zeigen Personifikationen der Tugenden und Laster, Monatsarbeiten und Tierkreiszeichen, also ein umfangreiches Programm, wie es später bei den gotischen Kathedralen besonders beliebt werden sollte.
Nach oben folgt allerdings ein deutlicher stilistischer Bruch. Bekrönt wird die untere Portalanlage von einer großen Nische, in der sich eine fast mannshohe Reiterstatue befindet. Der Legende nach soll es sich um den Grafen von Lusignan handeln, bei seinem Aufbruch zum Kreuzzug. Wahrscheinlicher aber ist die Deutung der Gruppe als Kaiser Konstantin, der siegreich das Heidentum niederreitet, was in Gestalt der kleinen Figur rechts unten wiedergegeben ist. Auch diese Nische ist mit Säulen und Blattdekoration prächtig umrahmt. Die etwas 'schlaffe' Haltung des Ritters, die bei näherem Hinsehen auffällt, ist nicht dem mittelalterlichen Bildhauer anzulasten, sondern den späteren Restauratoren. Das Pferd ist deutlich rekonstruiert, vor allem das Gesicht macht einen sehr 'unromanischen' Eindruck. Der Palmettenfries darüber verbindet in fast mathematisch-abstrakter Form größere und kleinere Blätter miteinander.
In der Region finden sich weitere – zum Teil arg zerstörte – Reiterstandbilder an den Fassaden von St-Pierre d’Aulnay, St-Nicolas in Civray, St-Pierre in Parthenay-le-Vieux und der ehemaligen Abteikirche St-Pierre in Airvault.

### Innenraum

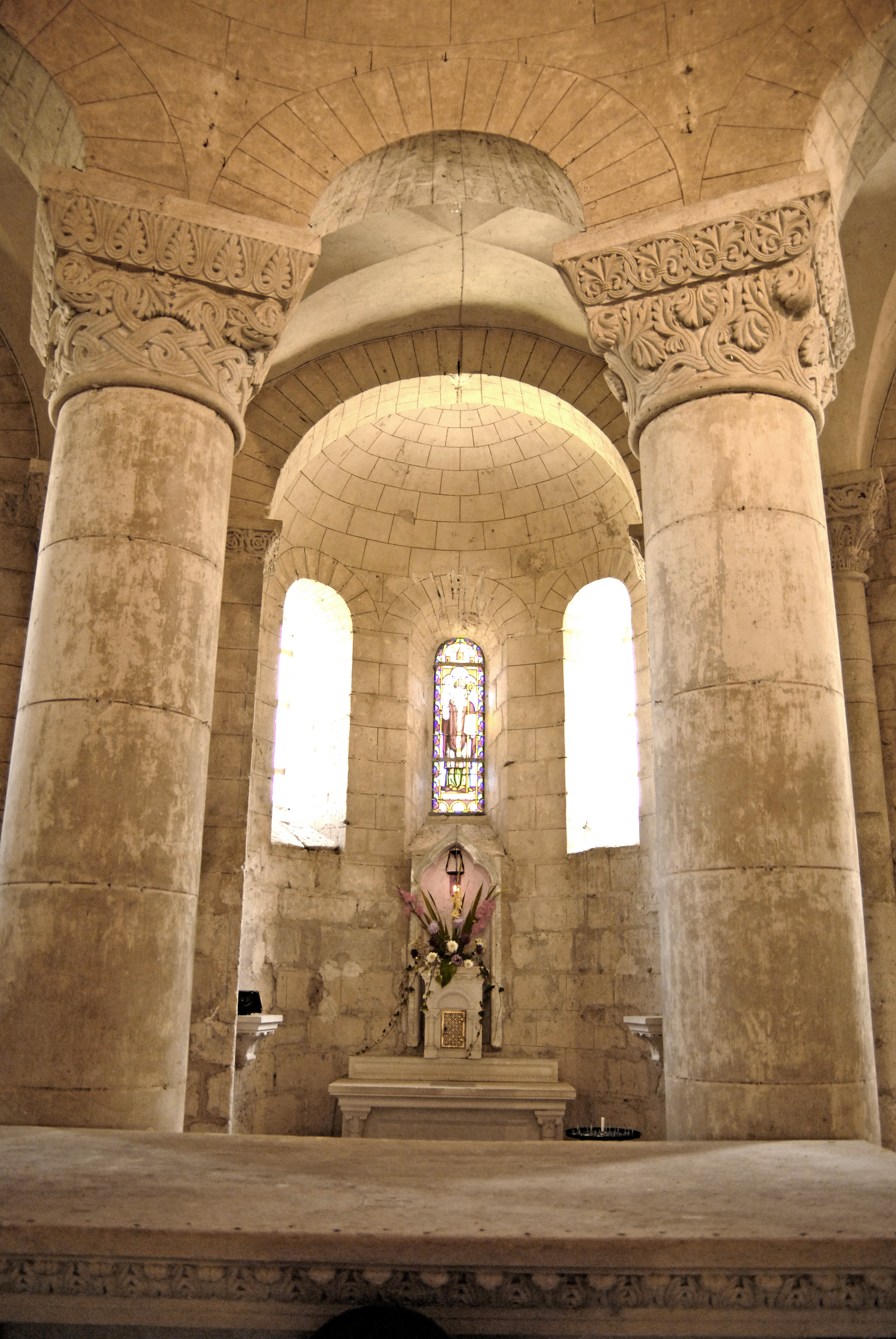
Blick in die Chorscheitelkapelle

Wie viele Kirchen im Südwesten Frankreichs ist St-Hilaire eine dreischiffige Hallenkirche mit Spitztonnengewölben. Die Gewölbe des Mittelschiffs und der beiden Seitenschiffe sind annähernd gleich hoch; die Joche werden von Gurtbögen getrennt. Im Chorumgang finden sich Gratgewölbe. Die mächtigen Säulen des Chores sind aus großen Steintrommeln zusammengesetzt; die Stützen des Mittelschiffs sind stärker gegliedert und können schon als frühe Bündelpfeiler aufgefasst werden.
Das Prinzip der Chorgliederung ist – der Region entsprechend – das der poitevinischen Bauschule: Vierungsturm mit Querhaus, Chorumgang mit anschließenden Radialkapellen als Vorstufe des späteren Kapellenkranzes.
Der Innenraum ist sauber restauriert und bekannt wegen seiner großen, meist jedoch nur mit vegetabilischen und Flechtbandornamenten geschmückten, Kapitelle. Das bekannteste Kapitell von St-Hilaire zeigt eine Sauhatz – eine ziemlich realistische Darstellung, bei der – wie noch im 19. Jahrhundert – mit Speer und Hunden gejagt wird.
Auch im Süden besaß die Prioratskirche einen Eingang, der einstmals wahrscheinlich zum Kreuzgang und zum Klausurbereich führte, nunmehr aber vermauert ist. Die Bogenlaibung der Eingangsinnenseite zeigt eine ganze Reihe merkwürdiger Tierwesen und abstrakter Ornamente.
Im Jahr 2011 wurde eine moderne – vom französischen Designer Mathieu Lehanneur geschaffene – Chorraumgestaltung eingeweiht, die jedoch nicht bei allen Kirchgängern und Besuchern Anklang findet.

### Chorhaupt

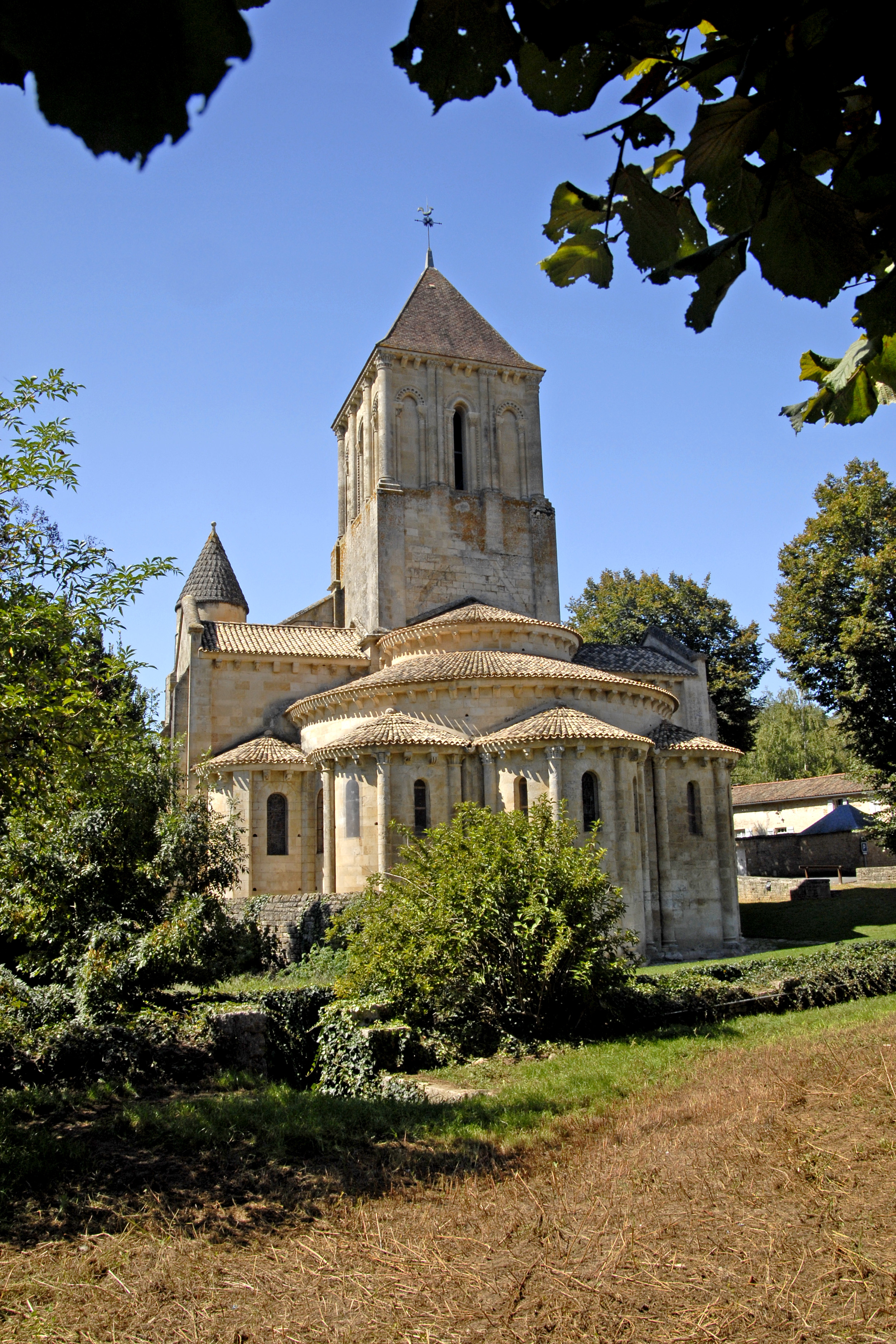
Chorhaupt

Das Chorhaupt mit seiner mehrfachen vertikalen Staffelung der Bauteile, die im hochaufragenden Vierungsturm endet, gehört zweifellos zu den schönsten im Poitou. Das Untergeschoss besteht aus fünf Kapellen, von denen die drei mittleren am Chorumgang ansetzen; die beiden äußeren grenzen ans Querhaus. Alle Kapellen sind außen durch vertikale Dienste gegliedert und haben – abgestuft nach ihrer Bedeutung – ein, zwei oder gar drei Fenster.
Der Vierungsturm hat ein vollkommen schmuckloses Untergeschoss. Dagegen ist der obere Teil auf allen vier Seiten durch drei hohe Arkaden gegliedert, von denen die mittleren als Schallöffnungen für das Geläut fungieren, während die seitlichen lediglich als Blendarkaden ausgebildet sind. An Bearbeitungsspuren im Stein ist erkennbar, dass das Dach des inneren Chorrunds einmal höher und steiler aufragte.
Auf der Südseite, in der Ecke zwischen Langhaus und Querhaus, findet sich ein kleiner Treppenturm mit rundem Spitzhelm; er ermöglichte den Zutritt zu den Dachstühlen und zum Vierungsturm.

## Bedeutung
Die ehemalige Prioratskirche St-Hilaire ist eine durchgehend reich ausstaffierte Pilgerkirche. Zusammen mit den Kirchenbauten von Notre-Dame-la-Grande in Poitiers (ca. 60 km) und St-Pierre d’Aulnay (ca. 30 km) gehört sie zu den Höhepunkten romanischer Architektur im Südwesten Frankreichs.

Galerie
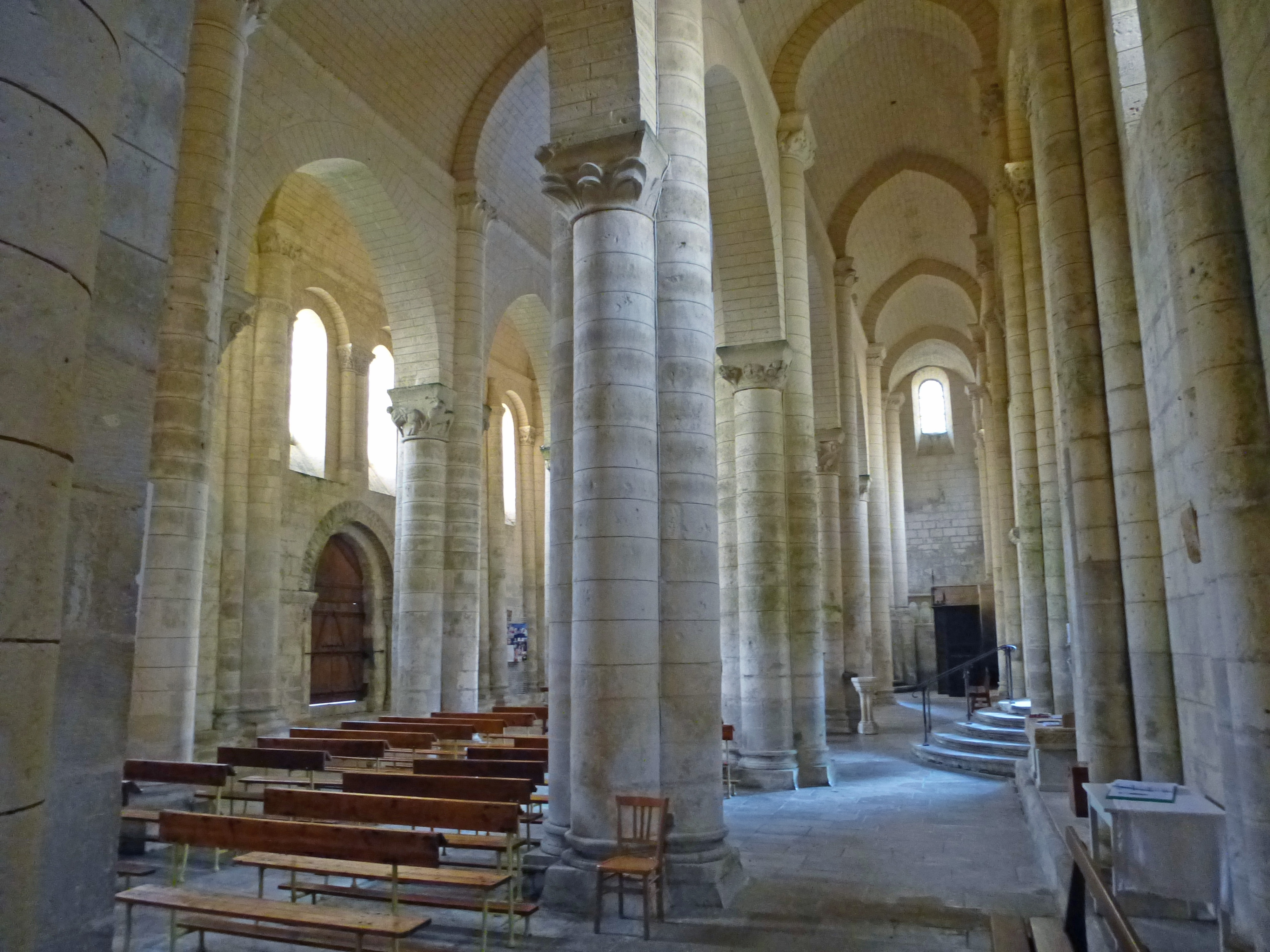
Romanische Hallenkirche
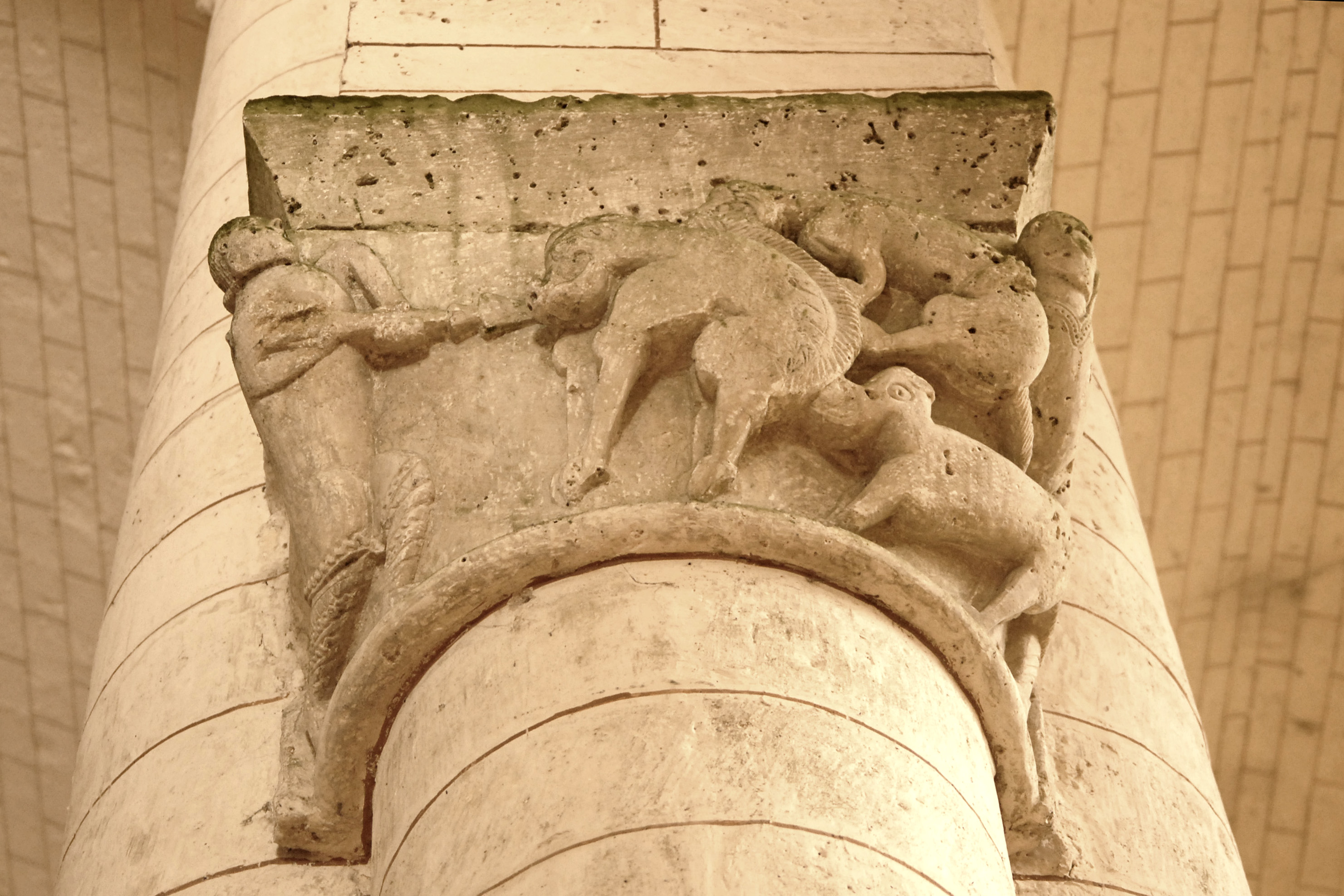
St-Hilaire; Kapitell Sauhatz
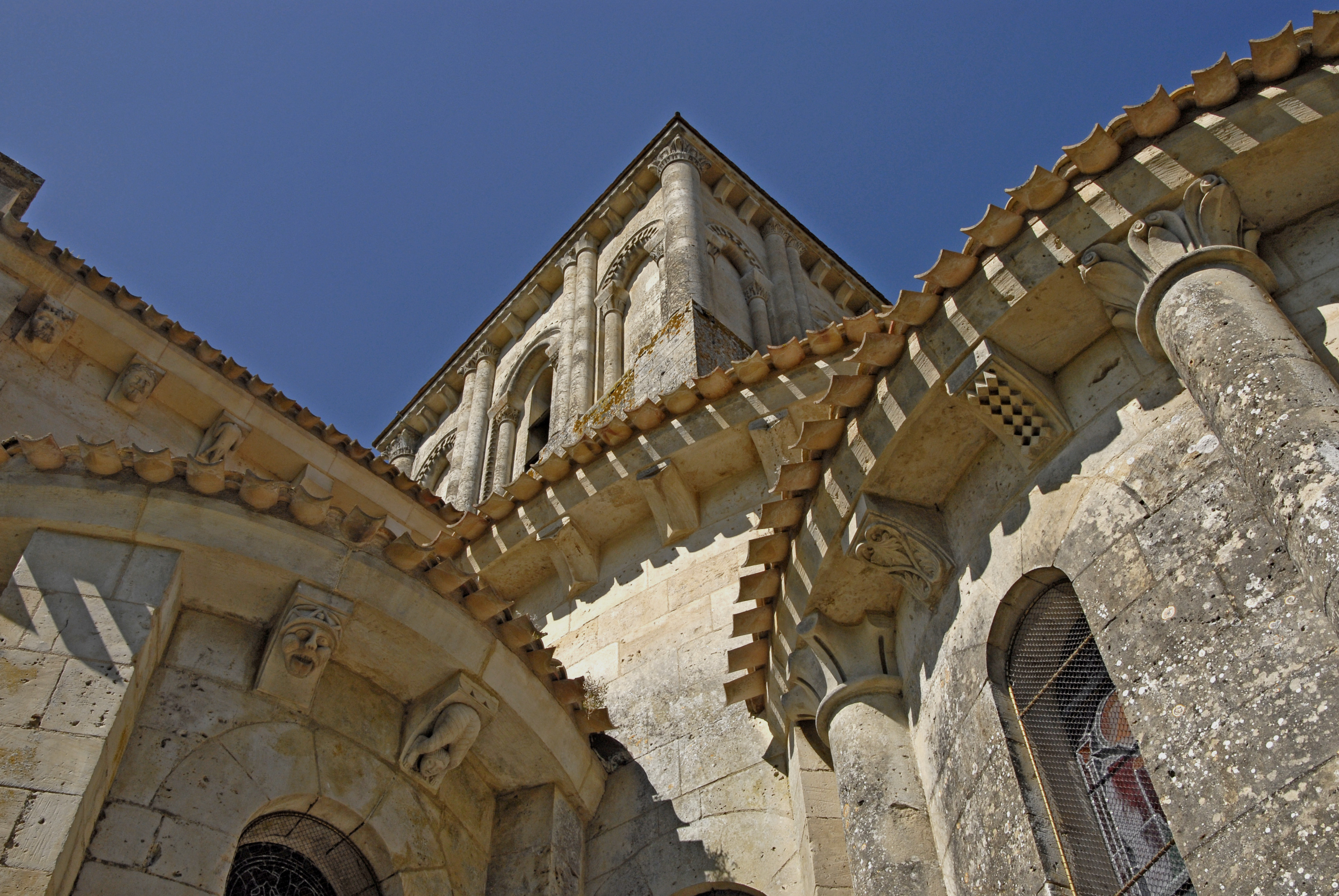
St-Hilaire; Apsiden-Überschneidungen
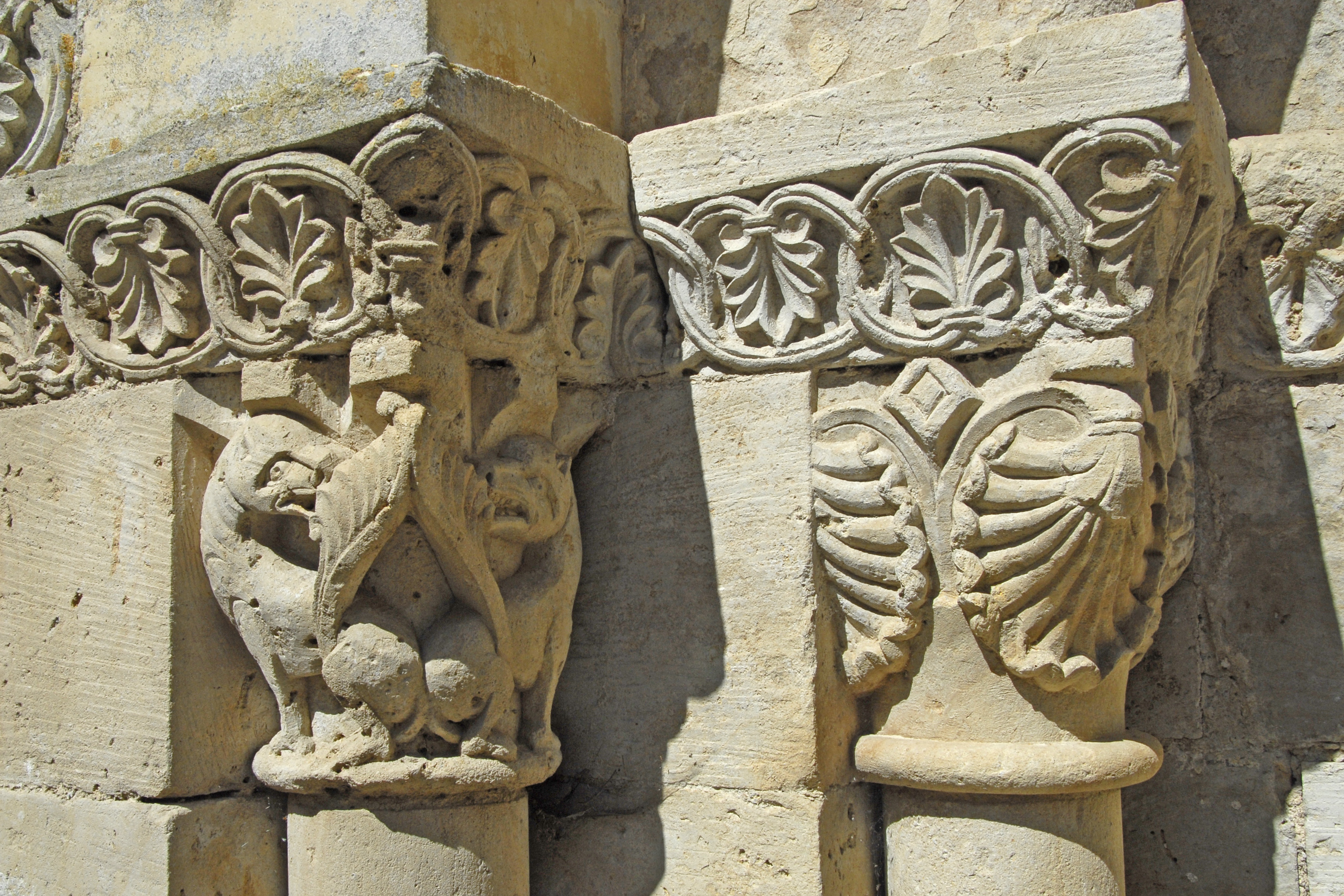
St-Hilaire; Kapitelle am Hauptportal